# 265490 Szabados
265490 Szabados è un asteroide della fascia principale. Scoperto nel 2005, presenta un'orbita caratterizzata da un semiasse maggiore pari a 2,3019214 UA e da un'eccentricità di 0,1457637, inclinata di 6,40171° rispetto all'eclittica.